# John Hamblin
John Reginald Hambln, conocido como Funny John o Naughty John (Ash, Surrey, Inglaterra, 18 de marzo de 1935 - Sídney, 21 de septiembre de 2022)  fue un presentador de televisión infantil británico-australiano y actor de teatro y cine. Apareció en producciones teatrales, telenovelas y películas de televisión. 	
Hamblin fue uno de los primeros presentadores del programa de televisión infantil australiano Play School, se encargó durante veintinueve años (1970-1999) y estuvo en más de 350 episodios, para ser el segundo presentador con más años de servicio en la historia del programa después de Benita Collings.

## Primeros años de vida
Hamblin nació el 18 de marzo de 1935 en Ash, Surrey, Inglaterra y creció en Suffolk. Su madre se fue a vivir con un panadero local, su padre y el resto de la familia se trasladó a Norfolk. Perdiendo la comunicación con su madre en ese momento. Su padre había volado con el Royal Flying Corps durante la Primera Guerra Mundial y Hamblin se había unió a la Fuerza Aérea, realizando su servicio nacional en Chipre a finales de la década de los 50´s antes de volver a Inglaterra.
Hamblin se educó en la escuela de arte durante seis meses, pero decidió continuar una carrera de actuación y teatro para tranformarse en actor.

## Carrera profesional

### Teatro
comenzó su carrera como actor en Inglaterra, en el repertorio con el Theatre Royal, Windsor, así mismo trabajó en el music hall de antaño.
Hamblin, después de haber emigrado a Australia, siguió trabajando en el teatro durante veinticinco años desde 1970 hasta 1995, trabajo en Blithe Spirit y un espectáculo teatral de Play School.
De igual forma realizó una gira en la obra de teatro "Crown Matrimonial" como el rey Eduardo VIII

### Televisión (telenovela, seriales y telefilmes)
Hamblin en 1967, estuvo en la serie de televisión británica de culto The Prisoner en el episodio " A Change of Mind ".
Hamblin luego de emigrar a Australia, consiguió papeles en la televisión a finales de los 60´s hasta finales de los 80´s, incluidos papeles en telenovelas que se destacó por su papel, sobre todo en la serie The Restless Years como AR Jordan.
Los créditos televisivos mostraban a Number 96, Class of '74, The Young Doctors, Case for the Defense, e Sons and Daughters .
Unos de los papeles que interpretó Hamblin fue Michael Chamberlain para la película de televisión de 1984 La desaparición de Azaria Chamberlain. Después de una pausa en la década de los 90´s, regresó a las series de televisión, como invitado en All Saints y Love My Way a principios de la década de 2000.

### Presentador de la escuela de juegos
Conocido por ser irreverente e insertar dobles sentidos en parodias, Hamblin fue el segundo presentador más prolífico de Play School y estuvo en 357 episodios (1970 hasta 1999) En el programa, Hamblin cantaba, leía cuentos, hacía manualidades, jugaba con los juguetes y enseñaba a los niños cosas como decir la hora y los días de la semana.

## Vida personal
Hamblin llegó a Australia en la década de los 60 como Ten Pound Pom junto a su segunda esposa, Wendy. Luego de Play School, se retiró y se trasladó a Tasmania junto con su tercera esposa, Jenny, con quien finalmente se casó en 1984. Tuvo dos hijos: Emma y Myles.</ref> En 2003 Hamblin sufrió un infarto. Y publicó sus memorias en 2008 como: Open Wide, Come Inside con Peter Richman.
Murió a los 87 años, el 21 de septiembre de 2022.

## Filmografía
| Año                           | Título                                               | Role                   |
| ----------------------------- | ---------------------------------------------------- | ---------------------- |
| 1959                          | Quatermass y el Pozo (miniserie)                     | vendedor de noticias   |
| 1959                          | Temporada de Pasión                                  | sin acreditar          |
| 1967                          | El prisionero (serie de televisión)                  | 1.er hombre del bosque |
| 1974                          | Esta historia de amor (serie de televisión)          | Andrés                 |
| 1974-1975                     | Clase de 75 (serie de televisión)                    | donald blair           |
| 1976                          | El Bushranger (película de televisión)               | Sargento Dunbar        |
| 1977                          | Los jóvenes doctores (serie de televisión)           | Dr. Dan Wheatley       |
| 1978                          | Caso de la defensa (serie de televisión)             | juan caso              |
| 1978-1980                     | Los años inquietos (serie de televisión) .           | AR Jordania            |
| mil novecientos ochenta y dos | Valle secreto (serie de televisión)                  | Sr. Melrose            |
| 1983                          | ¿Quién mató al bebé Azaria? (película de televisión) | miguel chambelán       |
| 1984                          | ¡Corre, Chrissie, corre! (fim)                       | el padre de kathy      |
| 1984                          | El último bastión (miniserie)                        | Antonio edén           |
| 1984                          | Isla fugitiva (serie de televisión)                  | Lachlan McLeod         |
| 1984                          | Crimen de la década (película de televisión)         | Ian Henderson          |
| 1984                          | Una calle para morir                                 | Dr. Walker             |
| 1986                          | Tusitala (miniserie)                                 | Dra. Eisner            |
| 1987                          | Hijos e hijas (serie de televisión)</ref>            | portero franco         |
| 2000                          | Todos los Santos (serie de televisión)               | alex caballero         |
| 2001                          | Pizza (serie de televisión)                          | Juez                   |
| 2006                          | Ama a mi manera (serie de televisión)                | clive                  |

## Presentador
| Año       | Título            | Role                    |
| --------- | ----------------- | ----------------------- |
| 1970-1999 | Escuela de juegos | Él mismo como anfitrión |